# CoolKeg
CoolKeg je technologie samochlazení vyvinutá německou společnosti Cool-System.

## Použití a popis
Pivovary ji používají k výrobě samochladicích sudů. Sud má dvoukomorový dutý plášť. Komora přiléhající k vnitřnímu plášti obsahuje vodu, komora u vnějšího pláště pak minerál zeolit. Po otevření přepážky mezi komorami absorbuje zeolit vodní páru, tím ochlazuje vodu a ta pak následně vlastní obsah sudu. Teplo je odváděno do vnějšího pláště, který se zahřívá. Touto technologií je možné ochladit 20 litrů piva za 60 minut na teplotu 5 °C a udržet ho vychlazené dalších 12 hodin.